# 1. Klasse Thüringen 1940/41

VfL 06 Saalfeld e. V. – Ungefährdeter West-Klassenverbleib als Aufsteiger 1940/41

Die 1. Klasse Erfurt-Thüringen 1940/41 war die achte Spielzeit der als Unterbau zur ehemaligen Gauliga Mitte (VI) fungierenden zweitklassigen Bezirksklasse Thüringen. Die Saison wurde erneut mittels zweier Staffeln (West und Süd) erstmals zu je acht Vereinen ausgetragen. Die drei höchsten Spielklassen des Gau VI firmierten nun namentlich unter: 
a) Bereichsklasse / b) 1. Klasse / und c) 2. Klasse
Der SC Erfurt 1895 gewann die Staffel West, der SV 08 Steinach die Staffel Süd. Ob es ein Entscheidungsspiel beider Staffelsieger um die Bezirksmeisterschaft gab, ist nicht überliefert. Die Blumenstädter nahmen als Bezirks-Vertreter an der Aufstiegsrunde zur Gauliga Mitte 1941/42 teil. Da die neue Bereichsklasse zur kommenden Spielzeit von nun acht, auf zehn teilnehmende Vereine aufgestockt wurde, absolvierten die Erfurter trotz des dritten Aufstiegsrunden-Ranges, 
die Qualifikation zur neuen Bereichsklasse, (zuvor Gauliga Mitte), letztendlich als Drittaufsteiger. Aus der Staffel West mussten der  FV Germania 07 Ilmenau und der  VfB Sömmerda 1911 weichen. Aus der Staffel Süd hingegen, allein die 
 SG Siemens Neuhaus-Schierschnitz. Ein eventuell absolviertes Entscheidungsspiel beider Staffel-Vorletzten, ist bisher nicht überliefert. Gastspiel-Verein  VfL 07 Neustadt/Coburg sowie die SpVgg Neuhaus-Igelshieb verließen die 1. Klasse Thüringen und waren für die nächste Saison nicht mehr gemeldet. Ersetzt wurden beide Abgänge durch Vertreter, der jetzig als 2. Klasse bezeichneten, ehemaligen Kreisklassen: (1.) VfB Erfurt (Erfurt), (2.) SV Heinersdorf (Südthüringen)
 und (3.) LSV Nohra/Weimar (Weimar). Die nächste Saison wurde nur noch mit 14 Vereinen, (7 pro Staffel), ausgespielt.

## Abschlusstabelle
Die Abschlusstabelle ist aus dem im Unterpunkt Quellen notierten Buch entnommen. 
 Dazu erfolgten Ergänzungs-Nach-Recherchen mithilfe der erwähnten Zeitungs-Quelle.

### Staffel West
Gespielte Spiele: 56 / Erzielte Tore: 214

(8. Spielzeit,  (1.Kriegsmeisterschaft) – Saison-Beginn:  01.09.1940) 
| Pl. | Verein                     | Sp. | Tore  | Quote | Punkte |
| --- | -------------------------- | --- | ----- | ----- | ------ |
| 1.  | SC Erfurt 95               | 14  | 35:14 | 2,50  | 22:06  |
| 2.  | 1. Suhler SV 06            | 14  | 39:21 | 1,85  | 21:07  |
| 3.  | SpVgg 02 Erfurt            | 14  | 29:15 | 1,93  | 15:13  |
| 4.  | VfL 06 Saalfeld (N)        | 14  | 29:28 | 1,04  | 14:14  |
| 5.  | SV 1899 Mühlhausen (N)     | 14  | 24:27 | 0,89  | 13:15  |
| 6.  | SpVgg Suhl-Heinrichs (N)   | 14  | 22:31 | 0,71  | 10:18  |
| 7.  | FV Germania 07 Ilmenau (N) | 14  | 18:41 | 0,44  | 09:19  |
| 8.  | VfB Sömmerda 1911          | 14  | 18:37 | 0,48  | 08:20  |

| (N) | Aufsteiger aus den Kreisklassen |

### Staffel Süd
Ermittelte Spiele: 55 / Ermittelte Tore: 310

(8. Spielzeit,  (1.Kriegsmeisterschaft) – Saison-Beginn:  01.09.1940)
| Pl. | Verein                               | Sp.  | Tore  | Quote | Punkte |
| --- | ------------------------------------ | ---- | ----- | ----- | ------ |
| 1.  | SV 08 Steinach                       | 14   | 65:19 | 3,42  | 23:05  |
| 2.  | 1. FC Sonneberg 04                   | 14   | 43:29 | 1,48  | 17:11  |
| 3.  | 1. FC 07 Lauscha                     | 13 a | 44:44 | 1,00  | 17:09  |
| 4.  | VfL 07 Neustadt/Coburg               | 14   | 48:33 | 1,45  | 15:13  |
| 5.  | SC 06 Oberlind                       | 14   | 44:40 | 1,10  | 15:13  |
| 6.  | SpVgg Neuhaus-Igelshieb              | 13 a | 25:34 | 0,74  | 12:14  |
| 7.  | TSV Wildenheid (N)                   | 14   | 22:52 | 0,42  | 09:19  |
| 8.  | SG Siemens Neuhaus-Schierschnitz (N) | 14   | 19:59 | 0,32  | 02:26  |

[ Die Spvgg Neuhaus-Igelshieb zog ihre Mannschaft wegen kriegsbedingten Kader-Mangels, freiwillig vom B.K.-Spielbetrieb der nächsten Saison zurück.]

SG Siemens Neuhaus-Schierschnitz Klassenerhalt-Süd – Ein unmögliches Unterfangen

* Nach-Recherche: 1 fehlendes Spiel-Resultat
| (N) | Aufsteiger aus den Kreisklassen |

## Aufstiegsrunde
Eine etwaig stattgefundene Aufstiegsrunde ist nicht überliefert. Anbei eine Auflistung der jeweiligen Meister der 2. Klasse. (Fettdruck = Aufstieg in die 1. Klasse)

V.f.B. Erfurt – Aufsteiger aus gleichnamiger / neu benannter 2.Klasse

- [1] – 2. Klasse Wartburg: SpVgg Tiefenort
- [2] – 2. Klasse Henneberg: SpVgg Zella-Mehlis 06
- [3] – 2. Klasse Erfurt: VfB 04 Erfurt
- [4] – 2. Klasse Südthüringen: SV Heinersdorf
- [5] – 2. Klasse Weimar: LSV Nohra/Weimar
- [6] – 2. Klasse Osterland: FC Wacker 1910 Gera [ Gruppe A ]   /   FSV Rositz [ Gruppe B ]